# Thelymitra circumsepta
Thelymitra circumsepta är en orkidéart som beskrevs av Robert Desmond David Fitzgerald. Thelymitra circumsepta ingår i släktet Thelymitra och familjen orkidéer. Inga underarter finns listade i Catalogue of Life.